# Nicholas Nickleby (regény)
A Nicholas Nickleby (eredeti cím: Nicholas Nickleby vagy The Life and Adventures of Nicholas Nickleby) Charles Dickens angol író harmadik regénye, mely először 1838 és 1839 között folytatásokban jelent meg.
A történet főhőse Nicholas Nickleby, egy devonshire-i fiatalember, akinek apja váratlan halála után gondoskodnia kell anyjáról és húgáról. A negatív főszereplő Ralph Nickleby, Nicholas önző és zsugori nagybátyja, aki esküdt ellenségének tekinti unokaöccsét, és mindent megtesz, hogy őt és családját ellehetetlenítse.

## Történet
|  | Alább a cselekmény részletei következnek! |

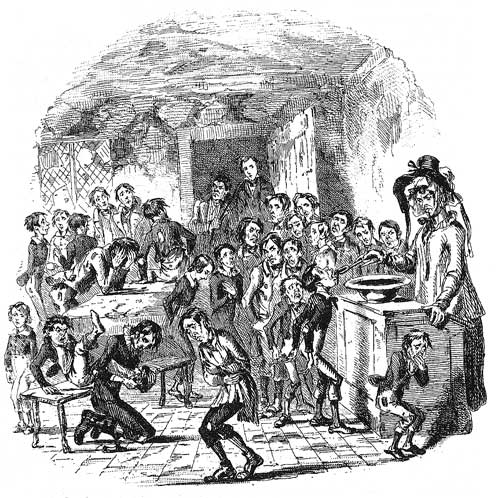
Mrs. Squeers a kénes gyógyszirupot adagolja
Hablot Knight Browne illusztrációja

Számos elhibázott befektetés után, korábbi vagyonát teljességgel elveszítve Nicholas Nickleby apja váratlanul meghal. Nicholas, valamint anyja és húga, Kate, kénytelenek feladni kényelmes devonshire-i életüket, és Londonba menni, hogy Nicholas nagybátyjától, Ralphtól kérjenek segítséget adósságaik rendezéséhez. Ralph Nickleby azonban hideg és érzéketlen üzletember, akinek eszében sincs segíteni a bajba került rokonain, és az első perctől kezdve gyűlöli Nicholast. Végül mégis szerez neki (egy nem éppen jól fizetett) munkát: segédtanár lehet Wackford Squeers iskolájában, a Dotheboys Hallban. Nicholas nemigen bízik Squeersben, akiről első pillantásra nyilvánvaló, hogy igen kellemetlen alak, félszemű, és ráadásul megengedhetetlenül durva és nyers az iskolája tanulóival. Azonban más választása nem lévén, Nicholasnak úrrá kell lennie idegenkedésén. Mikor felszáll a Greta Bridge irányába induló kocsira, Ralph titkára, Newman Noggs egy levelet nyújt át neki. (Newman Noggs korábban vagyonos ember volt, de elveszítette a pénzét, és alkoholista lett.) A levélben Noggs szimpátiájáról biztosítja a fiatalembert, és arról is, hogy bármiben a segítségére lesz, ha Nicholas úgy kívánja. Yorkshire-be érve Nicholas gyanúja beigazolódik: Squeers aljas csaló, aki "iskoláztatás" címszó alatt igen magas díjazás ellenében veszi magához a nem kívánt fiúgyermekeket, hogy aztán mocskos tanintézetében éheztesse, bántalmazza és dolgoztassa őket, mialatt az értük kapott díjat a saját vagyona gyarapítására használja fel. Squeers és hozzá hasonló jellemű neje a "befogadott" fiúk rendszeres verése mellett a saját fiukat beteges módon elkényeztetik. Ottléte alatt Nicholas összebarátkozik egy meglehetősen együgyű fiúval, Smike-kal, aki már idősebb, mint a többi fiú, és gyakorlatilag a Squeers házaspár rabszolgája. Fanny, Squeersék közönséges és igen házsártos természetű leánya beleszeret Nicholasba, és abba a képzetbe ringatja magát, hogy Nicholas is szereti őt. Egy kártyajáték alkalmával meg is próbálja felfedni érzéseit, de Nicholas nem igazán érti, mire utal. Inkább Fanny barátnőjével, Tilda Price-szal kezd flörtölni, amit sem Fanny, sem Tilda alapvetően barátságos, de igencsak nyers modorú vőlegénye, John Browdie nem néz jó szemmel. Miután Fanny ismét megkörnyékezi, Nicholas igen egyértelműen közli vele, hogy egyáltalán nem hajlandó viszonozni a leány szerelmét, és hogy minél előbb meg akar szabadulni erről a rémes helyről. Fanny innentől kezdve gyűlöli Nicholast.
Egy reggel Smike megszökik, de elkapják, és visszahozzák a Dotheboys Hallba. Squeers büntetésből nagyon el akarja verni, de Nicholas közbeavatkozik. Squeers arcul üti a fiatalembert, mire Nicholas is visszaüt, és végül ő veri el igen alaposan az iskolaigazgatót. Ezután gyorsan összeszedi a holmiját, és távozik a Dotheboys Hallból. Találkozik John Browdie-val, aki Squeers megverését páratlanul mulatságosnak tartja, és ennek okán pénzt ad Nicholasnak, hogy könnyebben boldoguljon a Londonba vezető úton. Hajnalban Smike is rátalál, és könyörög, hogy Nicholas vigye őt magával, így együtt indulnak London felé.
Nicholas felkeresi Newman Noggsot, hogy igénybe vegye felajánlott segítségét. A titkár mutat is neki egy levelet, melyet Fanny Squeers írt Ralphnak, alaposan felnagyítva benne apja megverésének történetét. Nicholas rögtön rá akar támadni nagybátyjára, de Noggstól azt kénytelen megtudni, hogy Ralph most nincs a városban. A titkár azt tanácsolja neki, hogy minél hamarabb szerezzen valami munkát. Nicholas el is megy a munkaközvetítő irodába, ahol találkozik egy igen szép leánnyal. Munkát azonban nem sikerül szereznie, és már éppen fel is adná, amikor Noggs felajánlja, hogy legyen a szomszédai, a Kenwigs család gyermekeinek franciatanára. Ez a munka sem kecsegtet túl nagy fizetéssel, de Nicholas elvállalja, és "Johnson" álnéven tanítja a gyerekeket a nyelvre.
Eközben Nicholas anyja és húga Ralph mesterkedéseinek köszönhetően kénytelenek elköltözi addigi szállásukról, a barátságos arcképfestő Miss LaCreevy házából egy hideg és huzatos másikba, mely a londoni szegénynegyedben található, és Ralph tulajdonát képezi. Ralph munkát szerez Kate-nek Madame Mantalini kalapszalonjában. Madame Mantalini férje, Mr. Mantalini gyakorlatilag egy "selyemfiú", felesége keresete biztosítja számára az anyagiakat meglehetősen extravagáns ízlésének kielégítésére, és ráadásul flörtölni kezd Kate-tel, melyet a leány igencsak rossz néven vesz. A kalapkészítésben meglehetősen ügyetlennek bizonyul, így rövidesen átkerül a bemutató-szalonba Miss Knag mellé. Miss Knag hiú és ostoba is, aki Kate-et csak azért alkalmazza, hogy mellette ő maga is szebbnek tűnjön. Ez azonban visszaüt, amikor egy vevő azt kéri, inkább a fiatal és csinos Kate szolgálja őt ki, mintsem a korosodó Miss Knag. Miss Knag Kate-et hibáztatja, és el is éri, hogy a kalapszalon többi munkatársa kiközösítse őt. Kate így magára marad.
Ralph Nickleby felszólítja, hogy vegyen részt a vacsorán, melyet az üzlettársainak rendez. Odaérve Kate rögtön rájön, hogy a meghívottak között ő az egyetlen nő. A vendégek között ott van egyébként a nagyon rossz hírű nemes, Sir Mulberry Hawk és barátja, Lord Frederick Verisopht. Hawk egy rosszízű fogadás tárgyává teszi Kate-t, és ezzel nagyon megalázza. Miután eléggé felöltött a garatra, erőszakoskodni is próbál a leánnyal, de Ralph közbelép, mielőtt még túlságosan elfajulna a helyzet. Szokatlanul kedvesen beszél Kate-tel, de azért meg is fenyegeti, hogy megvon tőlük minden anyagi támogatást, ha elmondja az anyjának, mi történt.
Néhány nappal később Nicholas értesül, hogy nagybátyja visszatért Londonba. Meglátogatja anyját és húgát, de ugyanebben az időpontban Ralph is ott tartózkodik, és Fanny Squeers levelét olvassa fel nekik. Szidalmazza Nicholast, de a fiatalember indulatosan szembeszáll vele. Ralph erre kijelenti, hogy minden pénzt megvon rokonaitól, amíg Nicholas velük van. Nicholas nem tehet mást, elhagyja Londont, de figyelmezteti nagybátyját, hogy egy napon úgyis elszámol vele.

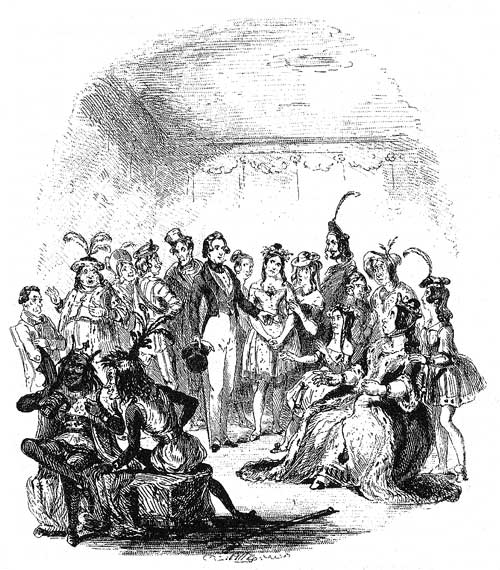
Nicholas és a Crummles színtársulat
Hablot Knight Browne illusztrációja

A következő napon Nicholas és Smike Portsmouth felé indulnak, hogy hajóslegényként találjanak megélhetést. Egy kocsmában találkoznak Vincent Crummles színházigazgatóval, aki rögtön állást ajánl Nicholasnak (Nicholas továbbra is a Johnson álnevet használja): legyen a társulat fiatal, vezető drámaírója, fordítson le francia tragédiákat és alakítsa át őket oly módon, hogy Crummles kicsiny társasága el tudja játszani azokat. Nicholas és Smike csatlakoznak Crummleshez, és színtársulatában igen szívélyes fogadtatásban van részük. A "társulat" egyébként Crummles úr meglehetősen ijesztő feleségéből, leányukból, a "Csodagyermek"-ből és számos más excentrikus és melodramatikus színészféléből áll. Nicholas és Smike a Rómeó és Júliában lépnek fel először; Nicholas Rómeót, Smike a patikust játssza. Közönségük előtt igen nagy sikert aratnak.
Eközben Londonban Mantalini úr folyamatos költekezése csődbe viszi felesége kalapszalonját, aki üzletét kénytelen Miss Knagnek eladni. Miss Knag első dolga természetesen Kate elbocsátása. A leány Mrs. Wittiterly társalkodónője lesz, akinek gondjai vannak a társadalmi beilleszkedéssel. Sir Mulberry Hawk sem nyugszik, amiért Kate elutasította őt, tervet dolgoz ki a megalázására. Barátját, Fredericket bízza meg (aki maga is bolondulna Kate-ért), hogy derítse ki, hol lakik a leány. Már-már sikerrel is jár a tervük, amikor belép Ralph irodájába Mrs. Nickleby. A két gazember így inkább őt környékezi meg, és el is jutnak a Wittiterly-házba. Kate segítséget kérne nagybátyjától, de az elutasítja őt, mondván Hawk és Verisopht régi üzletfelei. Az egyetlen, aki segít, Newman Noggs, aki rögvest levelet is ír Nicholasnak, melyben nagy vonalakban felvázolja, mi történt. Nicholas erre azonnal otthagyja Crummles színtársulatát, és Londonba siet.
Megérkezve Noggs és Miss LaCreevy keresésére indul, hogy kiderítse, pontosan mi is folyik a családjában. Nyomozása sikertelen, mígnem egy alkalommal véletlenül kihallgatja Hawk és Verisopht beszélgetését egy étteremben, melyben igen otromba hangnemben emlegetik Kate-et. Kihámozza, mi is történt, és szembeszegül a két nemessel. Hawk azonban nem hajlandó elárulni neki a nevét, sőt, szóba sem hajlandó állni vele. Távozni készül, de Nicholas követi, és felszáll Hawk kocsijára. A feldühödött Hawk megpróbálja megütni, mire Nicholas is elveszíti a fejét, és rátámad. A lovak megriadnak, a kocsi felborul, és Hawk megsérül. Nyomban bosszút esküszik, de Verisopht már bánja viselkedését, és figyelmezteti egykori barátját, hogy ha bosszút akar állni, előbb vele kell szembeszegülnie. Miután Hawk felépül, ellentétük még jobban elfajul. Hawk megöli Verisophtot, és Franciaországba menekül. Ralph így elveszíti azt az igen nagy összeget, amivel az elhunyt egyébként tartozott neki.
Nicholas elviszi húgát a Wittiterly-házból, és anyjával és Smike-kal együtt visszaköltöznek Miss LaCreevyhez. Nicholas levelet ír Ralphnak, melyben a maga és a családja nevében is közli, hogy többé egyetlen pennyt sem fogadnak el tőle. A munkaközvetítő irodában aztán találkozik Charles Cheeryble úrral, egy gazdag és igen jóindulatú üzletemberrel, aki ikertestvérével, Neddel vezeti vállalkozásukat. Nicholas elmeséli neki a történetüket, mire az ikrek azonnal állást és tisztességes fizetést ajánlanak neki, és ráadásul még egy kis házat is a családjának London egyik külvárosában.
Ralph összetalálkozik egy koldussal, aki felismeri őt. A koldus egy Brooker nevű férfi, aki korábban Ralph alkalmazásában volt. Megpróbálja megzsarolni egykori munkaadóját, de Ralph elzavarja. Irodájába visszatérve megkapja unokaöccse levelét, és azonnal tervet kezd szőni ellene. Wackford Squeers visszatér Londonba, és csatlakozik hozzá.
Smike-ot eléri az a szerencsétlenség, hogy belebotlik Squeersbe egy londoni utcán, aki azonmód magával is hurcolja őt. Azonban John Browdie is éppen Londonban tölti a mézesheteit újdonsült feleségével, Tilda Price-szal, és tudomást szerez a történtekről. Megszervezi, hogy együtt vacsorázzanak Squeersszel, a vacsorán betegnek tetteti magát, és így sikerül kimenekítenie Smike-ot. Ezután hálából Nicholas hívja meg őket vacsorára. A vacsorán részt vesz a Cheeryble fivérek unokaöccse, Frank és annak idős titkára, Tim Linkinwater is. Ralph és Squeers megpróbálja visszaszerezni Smike-ot néhány hamisított dokumentum segítségével, melyekben azt állítják, hogy Smike egy Snawley nevű ember régen elveszett fia. (Valójában ez a férfi Squeers barátja, aki a saját gyerekeit is a Dotheboys Hallba küldte.) Smike nem akar velük menni, ám ezzel az ügy még nem zárul le.
Munkahelyén Nicholas megint találkozik azzal az elbűvölően szép hölggyel, akit egyszer már látott a munkaközvetítő irodában, és beleszeret. A Cheeryble fivérektől megtudja, hogy a leány Madeline Bray, az eladósodott, de igen hatalmaskodó természetű Walter Bray lánya. Az ikrek, és innentől kezdve Nicholas is, úgy próbálnak segíteni rajta, hogy fizetség ellenében műalkotásokat rendelnek tőle.

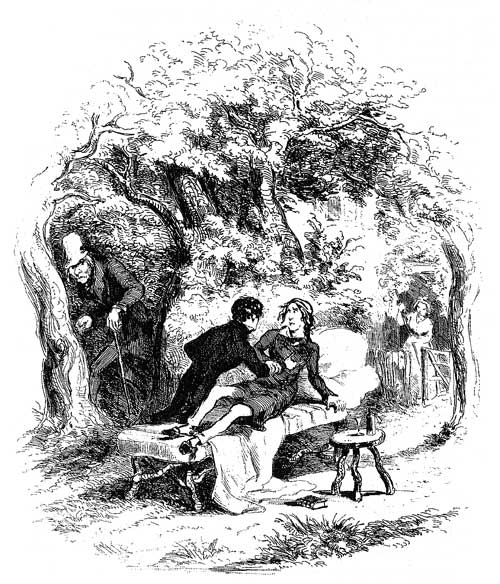
Smike megpillantja Brookert
Hablot Knight Browne illusztrációja

Arthur Gride, egy kapzsi vénember ajánlatot tesz Ralphnak: kifizeti Walter Bray nevében a tartozást, ha Ralph segít neki. Az öreg ugyanis törvénytelen módon szert tett Madeline nagyapjának végrendeletére, melyben az áll, hogy a leány tetemes vagyont örököl, amint férjhez megy. A két uzsorás meggyőzi Walter Brayt, kényszerítse rá a lányát, hogy feleségül menjen az egyébként undorító és visszataszító Gride-hoz, és így minden adóssága ki lesz egyenlítve. Ralph nem tud arról, hogy Nicholas kapcsolatban áll a Bray családdal, ahogy Nicholas sem tud meg semmit nagybátyja tervéről egészen az esküvő előtti napig. Hiába próbálja meg azonban lebeszélni a leányt a szándékáról, Madeline, annak ellenére, hogy szereti Nicholast, nem képes ellenszegülni haldokló apja utolsó kívánságának. Walter Braynek azonban olyan mély bűntudata támad, amiért a leányát ekkora áldozat meghozatalára kényszerítette, hogy meghal még az esküvő előtt. Madeline-t így már nem köti semmi, hogy mindenáron férjhez menjen akarata ellenére. Nicholas és Kate saját házukba viszik őt, amíg összeszedi magát.
Közben kiderül, hogy Smike-nak igen súlyos betegsége, tüdő-tuberkulózisa van. Nicholas elviszi őt Devonshire-be, ahol gyermekkorát töltötte, hátha a vidéki levegőn a fiú jobban lesz, ám Smike állapota egyre romlik. A fiú a halálos ágyán fekve megpillantja azt az embert, aki annak idején a Dotheboys Hallba vitte őt, és nagyon megrémül. Nicholas azzal próbálja nyugtatni, hogy csak képzelődött, ám később kiderül, hogy Smike valóban látott valakit. A fiú még megvallja, hogy milyen szenvedélyesen (és reménytelenül) szerelmes volt Kate-be, aztán békében meghal.
A félresikerült esküvő után Gride és Ralph arra érnek vissza Gride házába, hogy Peg Sliderskew, Gride idős házvezetőnője kirabolta őket: egyebek mellett magával vitte a végrendeletet is. Ralph Wackford Squeerst bízza meg a visszaszerzésével, de Noggs megtudja, mire készülnek, és Frank Cheeryble segítségével megmenti a végrendeletet, Squeerst pedig átadja a hatóságoknak.
A Cheeryble fivérek felkeresik Ralphot, és közlik vele, hogy a Nicholas ellen forralt tervei megbuktak. Azt tanácsolják neki, menjen el Londonból, mielőtt még komolyabb bajba kerülne, mivel Squeers mindent be fog vallani. Ralph nem kér a fivérek segítségéből, de azok nem tágítanak, és elmondják neki azt is, hogy Smike meghalt. Ralph csak gonoszul vigyorog erre, de az ikrek kijátsszák utolsó lapjukat is: előkerül a koldus Brooker, és megvallja, hogy Smike Ralph fia volt. Ralph fiatalkorában megnősült, de feleségét csak a pénze miatt vette el. Miután szült egy fiút, az asszony elhagyta őt. Ralph a fiút Brookerre bízta (aki akkor még a titkára volt). Brooker, meglátva ebben egy későbbi bosszú lehetőségét, Squeers "iskolájába" vitte Smike-ot, Ralphot pedig úgy tájékoztatta, hogy a gyermek meghalt. Brooker most már bánja ezt a tettét, de nem volt lehetősége jóvátenni. Mikor Ralph megtudja, hogy egyetlen fia a legnagyobb ellenségének barátjaként halt meg, öngyilkosságot követ el.
Squeerst Ausztráliába száműzik. A hír hallatára a Dotheboys Hallban a fiúk fellázadnak a Squeers család otthon maradt tagjai ellen, és John Browdie segítségével megszöknek. Nicholas betársul a Cheeryble fivérek üzleti vállalkozásába, és feleségül veszi Madeline Brayt. Kate és Frank Cheeryble is összeházasodnak, valamint Tim Linkinwater és Miss LaCreevy is. Brooker bűneit megbánva hal meg. Noggs visszaszerzi elismertségét. A Nickleby család és barátaik visszatérnek Devonshire-be, ahol ezentúl békében és elégedettségben élnek.
|  | Itt a vége a cselekmény részletezésének! |

## Főszereplők
Dickens számos művéhez hasonlóan a Nicholas Nicklebynek is rengeteg szereplője van.

### A Nickleby család
- Nicholas Nickleby: A regény főhőse; örökség nélkül marad, mivel apja minden vagyonát elveszítve hal meg. Nem annyira típusos "főhős"-karakter: vad, naiv és nagyon érzékeny is tud lenni.
- Ralph Nickleby: A mű fő negatív figurája; Nicholas nagybátyja. A pénzen kívül semmi más nem érdekli, és első pillanattól kezdve gyűlöli Nicholast, azonban Kate-tel szemben mutat némileg kedvesebb viselkedést. Miután Nicholas megveri Squeerst, nagybátyja dühe a fiatalember iránt végképp engesztelhetetlenné fokozódik, ám a gonosz uzsorás végül csak saját magát pusztítja el, nem unokaöccsét: mikor megtudja, hogy Smike az ő fia volt, és úgy halt meg, hogy gyűlölte őt, öngyilkosságot követ el.
- Catherine "Kate" Nickleby: Nicholas húga, meglehetősen passzív karakter, ahogy Dickens női karakterei általában, de azért rá is jellemző a bátorság és az erős akarat, mint a bátyjára. Nem riad vissza a kemény munkától, és az erőszakos Sir Mulberry Hawkkal szemben is megvédi magát. Jól megérdemelt boldogságát végül Frank Cheeryble oldalán találja meg.
- Mrs. Nickleby: Nicholas és Kate anyja; komikus figura, aki egészen addig nem ismeri fel a veszélyt, amelybe gyermekei kerülnek, míg az rá is közvetlen hatással nem lesz. Makacs, és szeret sokat beszélni egyáltalán nem fontos dolgokról és világtól elrugaszkodott elképzeléseiről. Általában igen nehezen fogja fel, hogy mi is történik körülötte.

### Ralph Nickleby körüli személyek
- Newman Noggs: Ralph Nickleby titkára, aki Nicholas elkötelezett barátja lesz. Korábban jól menő üzletember volt, de csődbe jutott, és alkoholistává vált. Kiszámíthatatlan viselkedése és állandóan rángatózó arca azonban jó lelkű és jó emberismerő bensőt takar.
- Sir Mulberry Hawk: Élvhajhász nemes, aki szárnyai alá vette Lord Verisophtot. A regény igazán gonosz karakterei közé tartozik, erőszakoskodik Kate-tel, majd amikor a lány visszautasítja, mindenáron meg akarja alázni. Miután Nicholas megveri, bosszút esküszik, de ebből végül semmi nem valósul meg. Párbajban megöli Lord Verisophtot, ami miatt kénytelen Franciaországba menekülni. Ott elherdálja vagyonát, és végül visszatér Angliába; az adósok börtönében hal meg.
- Lord Frederick Verisopht: Hawk együgyű barátja, fiatal nemes. Ralphnak és Hawknak is igen nagy összegekkel tartozik. Beleszeret Kate-be, és Hawk őt bízza meg annak kiderítésével, hol lakik a lány. Miután egy beszélgetésük kihallgatása után Nicholas szembeszáll vele és Hawkkal, ráébred elkövetett hibáira, és erővel is megpróbálja visszatartani Hawkot attól, hogy ártson Nicholasnak. Vitájuk végül verekedésbe torkollik, melyből aztán párbaj lesz, melyben Frederick életét veszíti.
- Mr. Pluck és Mr. Pike: Hawk és Verisopht vazallusai. Sosem jelennek meg külön-külön, és egyébként is nehezen különböztethetők meg egymástól. Mindkettő intelligens és ravasz, tökéletesen alkalmasak Hawk piszkos megbízásainak teljesítésére.
- Arthur Gride: Ralph hajlott korú társa. Igen fösvény ember, egymaga él egy nagy, üres házban, hatalmas vagyona ellenére rendkívül igénytelenül. Megszerzi Madeline nagyapjának végrendeletét, és megpróbálja házasságkötés révén kiforgatni a lányt a vagyonából. Gyáva, szolgalelkű és kapzsi, a megbánás szikrája is hiányzik belőle.
- Peg Sliderskew: Gride házvezetőnője. Egészen süket és kissé már szenilis is, de a végkifejletben igen fontos szereplővé válik, miután ellopja gazdájától a végrendeletet.
- Brooker: Vén koldus; titokzatos figura, aki többször is felbukkan, majd eltűnik, végül kiderül, hogy korábban Ralph titkára volt. Ő vitte Ralph fiát, Smike-ot a Dotheboys Hallba. Zsarolni próbálja Ralphot azzal, hogy a fia mégsem halt meg, de Ralph elzavarja, így végül Noggshoz fordul, akinek felfedi a történetet.

### Yorkshire
- Smike: Squeers házában élő szerencsétlen rabszolga; patetikus figura, folyton beteg és az esze sem vág túlságosan jól. Egészen kicsi kora óta Squeersnél van. Nicholas hatására összeszedi a bátorságát, és megszökik, de amikor szökési kísérlete kudarccal végződik, Nicholas ismét a segítségére siet, és végül elválaszthatatlan barátok lesznek. Később beleszeret Kate-be, de nagyon elszomorodik, amikor azt látja, hogy Kate inkább Frank Cheeryble iránt táplál gyöngéd érzelmeket. Miután tuberkulózisban meghal, kiderül, hogy Ralph Nickleby az apja.
- Wackford Squeers: Kegyetlen, félszemű yorkshire-i "iskolaigazgató". "Iskolája" a Dotheboys Hall, ahová a nem kívánt fiúkat küldik. "Tanítványaival" rendkívül rosszul bánik: rendszeresen veri és éhezteti őket. Megkapja azonban a büntetését, amikor Smike megverése miatt Nicholas rátámad. Felépülése után Londonba utazik, és még sötétebb ügyekbe bonyolódik: az által kíván bosszút állni Nicholason, hogy csatlakozik Ralph terveihez, melyeknek célja Smike származásának meghamisítása, később pedig a Madeline Brayt érintő végrendelet eltüntetése. Utóbbi tettében azonban Noggs megakadályozza. Bűneiért végül Ausztráliába száműzik.
- Mrs. Squeers: Wackford Squeers felesége; még férjénél is kegyetlenebbül bánik a bentlakó fiúkkal. Nicholast az első perctől gyűlöli, és pokollá teszi a fiatalember náluk töltött idejét.
- Fanny Squeers: Squeersék lánya; huszonhárom éves korára még nem talált férjet, külsőre csúnya és rossz természetű is. Nicholasba szeret bele, de ő végül durván elutasítja, aminek következtében a lány szerelme gyűlöletté változik. Legjobb barátnője Tilda Price (később Mrs. Browdie), de a barátságra Fanny büszkesége és gyanakvó természete igencsak rossz hatással van. Könnyen dühbe gurul, és szépségét illetően hamis illúziókba ringatja magát.
- Ifj. Wackford Squeers: Squeersék faragatlan modorú fia; szülei beteges módon elkényeztetik, melynek következtében igen kövér is. Legfontosabb tevékenysége gyomrának naponként minél többszöri megtöltése és az apja iskolájában lakó fiúk bántalmazása (melynek apja nagyon örül). Amikor a Dotheboys Hallban lázadás tör ki, a fiúk bosszúból belenyomják a fejét a kénes szirupba.
- John Browdie: Nyers modorú yorkshire-i kukoricakereskedő; Tilda vőlegénye, később férje. Nicholas és ő kezdetben nem kedvelik egymást, de később összebarátkoznak, és John segít neki kereket oldani Yorkshire-ből. Londonban aztán megmenti Smike-ot Squeers markából, mellyel ismét bizonyítja, hogy találékony és intelligens szövetségese Nicholasnak.
- Matilda Price (Browdie): Fanny barátnője és John Browdie menyasszonya; tizennyolc éves, csinos leány, barátságukra való tekintettel jó ideig tűri Fanny kicsinyességét, de végül megszakítja a kapcsolatot vele. Kissé kacér természetű, de végül John Browdie mellett marad.
- Phib (Phoebe): Squeersék cselédje. Rendkívül félénk, megveti gazdáit, de Fannyval elég jól kijön. Próbál a helyes úton járni.

### London környéke
- Miss LaCreevy: A Nickleby család szállásadója Londonban; alacsony termetű, kedves, kissé habókos, ötvenes éveiben járó hölgy, miniatűr arcképfestő. Nicklebyék első és egyben egyik legigazabb barátja Londonban. Jóságáért Tim Linkinwater szerelme lesz a jutalma.
- Mr. Snawley: Olajkereskedő, aki két nevelt fiát Squeers iskolájába adja. Squeers Nicholas elleni harcát próbálja segíteni az által, hogy Smike apjának adja ki magát, de végül megtörik a Cheeryble fivérek nyomása alatt, és mindent bevall.
- Mr. és Madame Mantalini: Kalapkészítők, Kate alkalmazói. Mr. Mantalini (igazi neve Alfred Muntle) jóképű férfi, sűrű, fekete bajusszal. Felesége keresetének elköltéséből él, a lopástól sem riad vissza, és általában nagy hangon öngyilkossággal fenyegetőzik, ha nem kapja meg, amit akar. Madame Mantalini sokkal idősebb a férjénél, és szintén hajlamos a teátrális viselkedésre. Végül elhagyja a férjét, de csak miután az minden vagyonát elherdálta, mely miatt a kalapüzletet el kell adni Miss Knagnek. Mr. Mantaliniről a regény végén megtudjuk, hogy immár jóval szerényebb körülmények között él, egy mosónő iránt táplál gyengéd érzelmeket, de szokásos kisded játékait továbbra sem adta fel.
- Miss Knag: Madame Mantalini jobbkeze, a kalapszalon eladónője. Már benne jár a korban, de meggyőződése, hogy nagyon is szép. Kate-tel eleinte kedves, mert a fiatal lány a kalapkészítésben ügyetlen, amitől ő maga még fontosabbnak érzi magát. Amikor azonban egy vevő megjegyzéseket tesz a korára, és azt kívánja, inkább Kate szolgálja ki, a lány ellen fordul, és kiközösíti. Miután Madame Mantalinit férje csődbe juttatja, övé lesz a kalapüzlet, és rögvest el is bocsátja Kate-et. Mortimer nevű testvérével él, aki sikertelen író.
- A Kenwigs család: Newman Noggs szomszédai. A család anyagilag Mrs. Kenwig nagybátyjától, Mr. Lillyvicktől függ. Mivel rettegnek attól, hogy a nagybácsi kizárja a végrendeletéből a gyermekeiket, kínosan igyekeznek mindenben megfelelni neki. Morleena nevű gyermekük elég ügyetlen és esetlen. A család és ismerősi körük Dickens leírása szerint "kivételesen átlagos".
- Mr. Lillyvick: Mrs. Kenwig nagybátyja. Vízdíjbeszedőként keresi a kenyerét, amely által jelentősen fölébe emelkedik elszegényedett rokonainak, akik mindenben a kedvében próbálnak járni. Beleszeret Miss Petowkerbe, és el is veszi feleségül, ami a Kenwigs családban nagy nyugtalanságot okoz. Az asszony azonban megszökik egy másik férfival, mire Mr. Lillyvick újra családja felé fordul, szomorúbb, de bölcsebb emberré válik.
- Henrietta Petowker: Színésznő. A Drury Lane-en található Királyi Színház megbecsült társulatának kisebb jelentőségű tagja, ugyanakkor a Crummles társulat első számú sztárja, Mrs. Crummles pártfogoltja. Feleségül megy Mr. Lillyvickhez, miután megismerkedik vele a Kenwigsék házassági évfordulóján rendezett partin, de alig egy év múlva el is hagyja őt egy másik férfiért.
- Henry és Julia Wittiterly: Gazdag, a társadalmi ranglétrán felfelé kapaszkodó házaspár. Kate Mrs. Wittiterly társalkodónője lesz, aki egyébként rendkívül hypochonder, és azt képzeli, még egy reá szálló tollpihe is ártalmas lehet. Amikor azonban nem úgy mennek a dolgok, ahogy szeretné, igencsak felbőszül. Mr. Whittiterly felesége minden szeszélyére hízelgéssel és bókolással válaszol. Nem veszik észre, hogy Hawk és Verisopht az orrul előtt alázza meg Kate-et, csak azt, hogy nemesemberek látogattak el hozzájuk, ami kitüntetés a szemükben.
- Charles és Ned Cheeryble: Ikertestvérek; igen jóindulatú és nagylelkű gazdag kereskedők. Munkát adnak Nicholasnak, és felkarolják a családját is, a regény vége felé kulcsfigurákká lépnek elő.
- Frank Cheeryble: A Cheeryble fivérek unokaöccse; nagybátyjaihoz hasonló természetű fiatalember. Beleszeret Kate-be, és feleségül veszi.
- Madeline Bray: Szép, de elszegényedett fiatal lány. Édesapjáért hajlandó lenne akár az életét is feláldozni. Nicholas első látásra beleszeret, és érzelmei viszonzásra is találnak.
- Walter Bray: Madeline apja, korábban jóképű úriember volt, de rendkívüli önzőségében elherdálta felesége minden vagyonát, és az adósok börtönében haldoklik. Hatalmas összegekkel tartozik Ralphnak és Arthur Gride-nak. Abba a hitbe ringatja magát, hogy jót tesz a lányának azzal, ha Gride-hoz adja férjhez, de amikor ráébred a valóságra, a szégyent nem tudja elviselni, és meghal, mielőtt a házasság létrejönne. Madeline így felszabadul a kötelezettség alól, és később hozzámegy Nicholashoz.
- Tim Linkinwater: A Cheeryble fivérek elkötelezett titkára. Már idősebb, de szívós, kitartó és kedves ember. A fivérek olykor tréfásan "vad oroszlánnak" nevezik. Beszédjében hajlamos a túlzó kijelentésekre. A boldogságot végül Miss LaCreevy oldalán találja meg.

### A Crummles színtársulat
- Mr. Vincent Crummles: A Crummles vándorszínész-társulat vezetője, aki pártfogásába veszi Nicholast. Igen büszke a szakmájára, de olykor megvallja, hogy szívesen élne valami nyugodtabb, megállapodott életet feleségével és gyermekeivel. Végül aztán a család Amerikában próbál szerencsét a színjátszással.
- Mrs. Crummles: Mr. Crummles felesége. Kicsit ijesztő, de ugyanakkor szeretetteljes figura. Nagy díva, de valós képességei megítélését Dickens az olvasóra bízza.
- Miss Ninetta Crummles, a Csodagyermek: A Crummles házaspár leánya. Rendkívül fontos tagja a társulatnak; minden darabban, amelyet eljátszanak, fellép táncosként, akkor is, ha táncnak az adott darabban semmi keresnivalója. A szülők állítása szerint tízéves, de a valóságban közelebb jár a tizennyolchoz.
- Mr. Folair: A társulat pantomimművésze; szeret hízelegni az embereknek, de azonnal kimondja róluk a valódi véleményét, amint hátat fordítanak neki.
- Miss Snevellicci: Tehetséges tagja a társulatnak; kölcsönös szimpátia alakul ki közte és Nicholas között, de végül a kapcsolatuk nem fejlődik tovább. Később elhagyja a társulatot, hogy férjhez mehessen.
- Mr. Lenville: Melodramatikus, leginkább önmagával foglalkozó figura, tragédiák főszereplője. Irigykedik Nicholasra, amiért hamar népszerűvé válik, és az egész társulat előtt akarja ellátni a baját, de a dolog fordítva sül el, és a végén Nicholas a sétapálcáját is eltöri.

## Jelentősége a világirodalomban

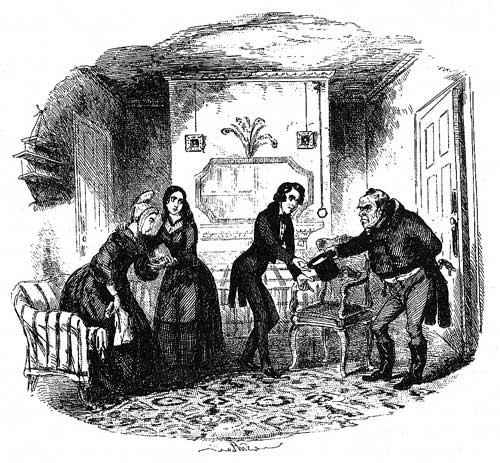
Ralph Nickleby első látogatása elszegényedett rokonainál
Hablot Knight Browne illusztrációja

A regény Dickens életének olyan időszakában született, amikor különösen is nagy szüksége volt a pénzre. Amikor 1838 februárjában belefogott, A Pickwick Klub még el sem készült teljesen, és ugyanebben az időben már a Twist Olivérnek is a közepén járt. E negyedik könyve, egyben harmadik regénye azonnal igen nagy népszerűségre tett szert. Művében egyesíteni kívánta A Pickwick Klub és a Twist Olivér erényeit, és természetesen adni valami pluszt is olvasóinak. A Twist Olivér után a Nicholas Nickleby jóval könnyedebb hangulatú írás. Helyszíne természetesen Anglia; többek között az író szülővárosa, Portsmouth, Yorkshire, London és Devon. A regényben a „színház az egész világ” gondolatának értelmében keveredik a társadalmi szatíra, a pikareszk komédia, a romantika és a melodráma. A valóság arányai mintegy szántszándékkal elvesznek – mindez leginkább Mrs. Nickleby karakterében testesül meg. Mrs. Nickleby alakja Dickens anyjának erőteljesen kifigurázott portréja: az író ugyanis sosem tudta megbocsátani neki, hogy nem vitte azonnal haza a dologházból, miután a család elszegényedésük után egy jelentősebb összeget örökölve ismét kényelmesebb életet élhetett, ami meglehetősen rányomta a bélyegét kettőjük viszonyára. A Crummles színtársulat mikrotársadalmában is jól érezhetők az abszurdumok, a zavaros emberi viszonyok, az otromba cselszövések. Számukra nem csupán színház az egész világ, hanem a színház maga a világ. A Nicholas Nickleby ugyanakkor a kalandregényekben megszokott elemekben is bővelkedik, hisz Dickensre Henry Fielding, Daniel Defoe és Tobias Smollett művei nagy hatással voltak.
A Twist Olivér gyermek-főhőse után a Nicholas Nickleby főszereplője egy fiatal felnőtt férfi, aki kénytelen elvállalni a tanítói állást Squeers iskolájában, és így megismerkedni a testi-lelki nyomorúság olyan formáival, melyekről békés devonshire-i otthonában talán még csak sejtése sem volt. A Twist Olivér véleményalkotásra késztette az olvasót a szegényházakban uralkodó erkölcsi fertőről, a gyermekekkel való kegyetlen és elfogadhatatlan bánásmódról. A Nicholas Nicklebyben Dickens a korabeli „yorkshire-i iskolák” rémes világáról rántja le a leplet, amelyekbe a regény írásának megkezdése előtt maga is ellátogatott, hogy saját szemével lássa az ottani valóságot. 1823-ban egy ilyen iskola, a Bowes Academy igazgatója, William Shaw ellen vádat emeltek, mivel két fiú megvakult az iskolájában, állítólag a verések és az éhezés miatt. Dickens maga is hallott erről az ügyről, és, bár később ezt tagadta, Shaw személye alapján formálta meg Wackford Squeers alakját a regényben. William Shaw leszármazottja, Ted Shaw 2001-ben azonban kijelentette, William Shaw egyáltalán nem az a lelketlen és gonosz iskolaigazgató volt, akinek Dickens őt művében beállította, a megvakult fiúk esetéhez pedig azt tette hozzá, hogy az 1830-as években az orvostudomány még nem ismerte elég jól a trachomát, és a vakságot ezért vezették vissza tévesen az alultápláltságra. A peres eljárás, valamint Dickens látogatása után némileg valóban javultak a körülmények az iskolában, azonban továbbra is számolni kellett évente egy tanuló halálával. Smike figurája is ennek a szomorú körülménynek ismeretében született: Dickens az iskolában elhunyt fiúk sírköveit felkeresve alkotta meg őt képzeletében.
A nyomor és az emberi szenvedések mellett, mely témák a Twist Olivér gerincét alkották, ebben a regényben Dickens megmutatja olvasóinak a polgári lét másik végét is, a gazdag, nagytőkés üzletemberek világát; környezetüket jól ismeri, de valódi lelki mozgatórugóikat nem. Új elem, hogy a műben számos olyan szereplő bukkan fel, akik valamely testi fogyatékossággal, deformitással rendelkeznek; ez a negatív figurák esetében (a félszemű Squeers, az elhízott ifjabb Squeers) erkölcsi romlottságukat hivatott kifejezni, míg a pozitív szereplőknél (Smike, Newman Noggs) mindazt a szenvedést, melyet életük során elviselni voltak kénytelenek. Nicholas Nickleby alakjában magát a fiatal Charles Dickenst fedezhetjük fel: megteremtőjéhez hasonlóan a devonshire-i fiatalember is szenvedélyes, érző szívű, impulzív, bátor és olykor kissé fontoskodó figura.
Dickens világában az igazán nemes lelkű embert nem rontja meg sem a nyomor, sem a pénz – Nicholas Nicklebyt sem. Az író az ő személyében ad választ arra a kérdésre, hogy ki is az igazi úriember: azt nem a származás, nem a vagyon, nem a társadalmi pozíció, hanem az ember tettei határozzák meg. A regényben alig-alig figyelhető meg a szereplők bárminemű jellemfejlődése, mely komoly kritikaként is érte a művet – azonban egy melodrámában a hangsúly magukon a történéseken és azok következményein van, a Nicholas Nickleby pedig jórészt melodramatikus hangvételű. A jók mindvégig jók, és a sok szenvedés után mindig elnyerik jutalmukat, a megátalkodott gonoszok pedig a büntetésüket – Nicholas újfent vagyonos ember lesz, és visszaszerzi a család régi, devonshire-i otthonát, míg Ralph Nickleby csak azt sajnálja, hogy fia, Smike az ő legnagyobb ellenlábasának barátjaként halt meg, és végül önmagát pusztítja el. Aki azonban képes arra, hogy megbánja bűneit, az bocsánatot nyer, joga és lehetősége lesz a boldogságra. A regény azonban mégsem pusztán melodráma, köszönhetően az olyan figuráknak, mint Mr. Mantalini, aki feleségének szóló hízelgéseivel és alibijeivel végül mindig eléri, hogy a maga útjait járhassa, vagy Newman Noggs, aki látszatra gyenge és tehetetlen, azonban mindig felbukkan a kulcsfontosságú pillanatokban, és odaüt egyet gyűlölt munkaadójának.

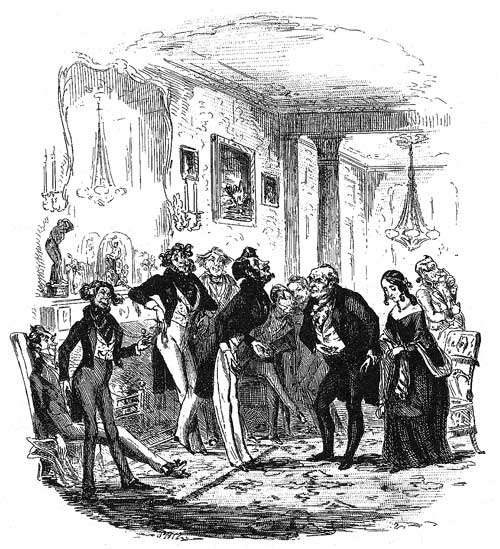
Ralph Nickleby bemutatja Kate-t üzletfeleinek
Hablot Knight Browne illusztrációja

A regényben lényeges motívum a hízelgés. Denis Diderot állította, hogy „a nők a hízelgő hazugságot lenyelik egy kortyra, de a keserű valóságot csak cseppenként”. A női szereplők Dicens művében is igen könnyen a bókok hatása alá kerülnek, különösen Mrs. Nickleby. Miss LaCreevynek pedig egyenesen a megélhetését biztosítja a másoknak való hízelgés: olyan portrékat fest, amilyennek a megrendelők látni szeretnék önmagukat.
A hízelgésből való megélés Miss LaCreevy mellett a Crummles színtársulatra is igencsak jellemző: Vincent Crummles agyba-főbe dicséri társulatának tagjait Nicholas előtt, különös tekintettel Ninettára, a „csodagyermekre”; Miss Snevellicci önmagát már-már istennőként látja, és az egész társulat élete attól függ, sikerül-e kielégíteniük közönségük igényeit.
Kate Nickleby inkább áldozata a hízelgésnek - a neki szóló széptevés ugyanis nemegyszer rosszízű, közönséges, durva megnyilvánuláskoba fordul át. A kalaposüzletben a hízelgés hierarchikus: a kisasszonyok Miss Knagnek, ő pedig Mrs. Mantalininek hízeleg szüntelen.
A férfi szereplők közül Mr. Mantalini és Mr. Whittiterly egyenesen mesterei a hízelgésnek – Mr. Mantalini így tudja elérni, hogy felesége sokáig semmit ne érzékeljen az ő kicsapongó, felelőtlenül költekező életéből. Mr. Whittiterly pedig azt állítja, hogy neje lelkének gazdagsága messze túlszárnyalja testének képességeit, s ez az egyenlőtlenség vezet az asszony összes (képzelt) betegségéhez.
Wackford Squeers önmagának hízeleg - minek következtében egyáltalán nincs tudatában saját gonosz és elvetemült mivoltának. Minél kegyetlenebb az ifjabb Wackford az „iskolában” lakó fiúkkal, annál több dicséretet kap apjától, és Mrs. Squeers is határtalan kegyetlenségével nyeri el ura tetszését. Alakjában Dickens azt az olykor jellemző emberi mentalitást bírálja, mely szerint „nincs az a szolgalelkű talpnyaló, aki jobban hízeleghetne nekünk, mint mi saját magunknak.”
Aki végképp nem tudja, mi a hízelgés, az Smike – legalábbis addig, amíg meg nem ismerkedik Nicholasszal, majd később húgával, Kate-tel. Amikor a ravasz Miss Snevellicci elismerően szól róla Nicholas előtt, voltaképpen magát Nicholast akarja megnyerni a maga számára, kihasználva azt, hogy az emberek szeretik, ha dicsérő szavakkal illetik előtte a barátaikat. A hízelgés mozgatórugója azonban lehet a félelem is, ahogy Arthur Gride és Ralph Nickelby esetében. A Cheeryble fivérek viszont kerülik a hízelgést.
A Twist Olivérhez hasonlóan egyes szereplőknek a Nicholas Nicklebyben is beszédes nevük van. Wackford Squeers vezetékneve (squeeze: összenyom, összeprésel, kicsavar, szorongat) viselőjének kegyetlenségére utal, míg a Cheeryble fivérek (cheer: jókedv, vidámság) nevükhöz méltóan joviális, becsületes emberek. Lord Frederick Verisopht együgyű, könnyen befolyásolható, gyenge jellemű figura (very soft: nagyon puha), míg barátja, Sir Mulberry Hawk valóban úgy csap le áldozatára, Kate Nickelbyre, mint a héja (hawk: héja, sólyom). Mr. Pluck és Mr. Pike piszkálódó, kellemetlen alakok (pluck: szakít, tép, kopaszt; pike: lándzsa, dárda), Newman Noggs pedig lecsúszott, alkoholista mivoltából a regény végére megbecsült, tisztes öregúrrá alakul át (new man: új ember).

## Magyarul
- Boz: Nickleby Miklós és családjának élete és viszontagságai. Regény, 1-3.; ford. Benedek Aladár; Aigner, Bp., 1894
- Nickleby Miklós élete és viszontagságai. Dickens Károly regénye; átdolg. Hevesi Sándor; Szt. István Társulat, Bp., 1906
- Nickleby Miklós élete és kalandjai, 1-2.; ford. Balla Mihály, bev. Sebestyén Károly; Légrády Ny., Bp., 192? (Dickens művei)
- Nickleby Miklós élete és kalandjai. Regény, 1-2.; ford. Benedek Marcell; Dante, Bp., 1924
- Nicholas Nickleby élete és kalandjai, 1-2.; ford. Devecseriné Guthi Erzsébet; Móra, Bp., 1960

## Színpadi feldolgozás
A regénynek számos színpadi, televíziós és filmes feldolgozása született; a legkülönlegesebb színpadi feldolgozás David Edgar 1980-ban íródott darabja, melyet a Royal Shakespeare Company (Királyi Shakespeare Társulat) játszott el a West Enden. Az előadás a szünetekkel (melyek között egy hosszabb vacsoraszünet is volt) együtt több mint tíz órahosszás volt, maga a színpadi játékidő mintegy nyolc és fél óra. A bemutató után a kritikusok és a közönség is elismerő véleménnyel volt a produkcióról. A Nicholast játszó Roger Rees és a Smike-ot alakító David Threlfall kivételével minden színész több szerepet játszott, tekintettel a regény szereplőinek igen nagy számára. 1981-től a darabot a Broadwayn játszották. 1982-ben az előadásból három kétórás és egy háromórás epizódra bontott tévéfelvétel készült, melyet a brit Channel4 vetített le. 1983-ban a sorozatot az Egyesült Államokban is vetítették, és el is nyerte a legjobb minisorozatnak járó Emmy-díjat. (A sorozatot 2007-ben teljes egészében újra levetítette a BBC Four; emellett DVD-n is megjelent.)
2006-ban Edgar készített egy rövidebb verziót is, melyet először a Sussex-i Chichester fesztiválszínházában adtak elő, majd 2007 decemberében és 2008 januárjában a West Enden található Gielgud Színházban is.
Színpadi feldolgozás azonban született már a mű keletkezésének évében (1838) is, ennek címe Nicholas Nickleby, or, Doings at Do-The-Boys Hall (Nicholas Nickleby avagy Dotheboys Hall ügyei) volt, és Smike szerepét Mary Ann Keeley, a kor ünnepelt színésznője játszotta. 1850-ben az Egyesült Államokban is keletkezett egy adaptáció, melyben Newman Noggs szerepében Joseph Jefferson volt látható. Egy, a 19. század végén készült feldolgozásban Nellie Farren, a Gaiety Színház művésze (aki gyakran alakította a főszereplő fiatal fiút a viktoriánus korabeli Angliában igen népszerű, ismert klasszikus darabokat parodizáló zenés vígjátékokban) kapta Smike szerepét.
Egy nagyon korai adaptáció már azelőtt elkészült, hogy a folytatásokban megjelenő regény befejeződött volna, így a színdarab végkifejlete igencsak eltért a regényétől. Dickenst felháborította, hogy művét a megkérdezése és beleegyezése nélkül vitték színpadra, így a negyvennyolcadik fejezetbe új szereplőt írt: egy irodalmárt, aki "éppen kétszáznegyvenhét regényt dramatizált, azonnal a megjelenés után - sőt, némelyiket még megjelenése előtt". Nicholas eme dicsekvést hallva igen hosszan fejti ki, mennyire nem ért egyet ezzel a gyakorlattal, s végül így fejezi be: "...ha én regényíró volnék, ön pedig egy nagyivó színpadi szerző, inkább fizetném hat hónapig a kocsmaszámláját, bármilyen nagy is, hogysem hatszáz emberöltőn át álljon szobrom a Hírnév templomában olyan talapzaton, amelynek ön akár csak a legkisebb sarokkövecskéje."

## Filmes és televíziós feldolgozások
1903-ban és 1912-ben az Egyesült Államokban némafilmes feldolgozások születtek; utóbbiban Victory Bateman alakította Miss LaCreevyt, Ethyle Cooke Miss Snevelliccit. A regényből készített első hangosfilm 1947-ben került a mozikba, ebben Ralph Nicklebyt Cedric Hardwicke, Kate-et Sally Ann Howes, Nicholast Derek Bond, Vincent Crummlest Stanley Holloway játszotta. (Magyarországon 1949-ben Fekete ház címmel vetítették).
1977-ben a BBC vitte képernyőre a regényt; a sorozatot Christopher Barry rendezte. Nicholas szerepében Nigel Haverst, Wackford Squeers szerepében Derek Francist, míg Madame Mantalini szerepében Patricia Routledge-t láthatta a közönség. A brit televízió számára 2001-ben Martyn Hesford forgatókönyve alapján, Stephen Whittaker rendezésében készült újabb film a regényből.
A 2002-es mozifilm-változatot Douglas McGrath rendezte; a főszereplők között ott volt Charlie Hunnam, Anne Hathaway, Jamie Bell, Alan Cumming, Jim Broadbent, Christopher Plummer, Juliet Stevenson, Nathan Lane, Tom Courtenay és Barry Humphries.

## Kiadásai
A Nicholas Nickleby eredetileg húsz részre bontva jelent meg; mindegyik egy shillingbe került. A 19-20. rész dupla kiadásban kapott helyet, az ára két shilling volt. Minden rész 32 oldalnyi szöveget és két illusztrációt tartalmazott.
- I – 1838, március (1-4. fejezet);
- II – 1838, április (5-7. fejezet);
- III – 1838, május (8-10. fejezet);
- IV – 1838, június (11-14. fejezet);
- V – 1838, július (15-17. fejezet);
- VI – 1838, augusztus (18-20. fejezet);
- VII – 1838, szeptember (21-23. fejezet);
- VIII – 1838, október (24-26. fejezet);
- IX – 1838, november (27-29. fejezet);
- X – 1838, december (30-33. fejezet);
- XI – 1839, január (34-36. fejezet);
- XII – 1839, február (37-39. fejezet);
- XIII – 1839, március (10-42. fejezet);
- XIV – 1839, április (43-45. fejezet);
- XV – 1839, május (46-48. fejezet);
- XVI – 1839, június (49-51. fejezet);
- XVII – 1839, július (52-54. fejezet);
- XVIII – 1839, augusztus (55-58. fejezet);
- XIX–XX – 1839, szeptember (59-65. fejezet).

## Említése más művekben
- Roald Dahl A nagy, barátságos óriás című gyerekkönyvében az óriás ennek a regénynek a segítségével tanul meg írni.
- Evelyn Waugh Egy marék por című regényében a Nicholas Nickleby egyike azoknak a Dickens-regényeknek, melyeket Tony Last felolvasni kényszerül Mr. Toddnak, aki megmentette az életét.
- Ray Bradbury Aki Nicholas Nickleby barátja, az nekem is barátom című elbeszélésében felbukkan egy szereplő, aki állítólag maga Charles Dickens.
- Eudora Welty Egy optimista leánya című kisregényében a főszereplő, Laurel McKelva Hand a Nicholas Nicklebyből olvas fel szemműtétből lábadozó apjának.
- A Star Trek: Enterprise című sorozat negyedik évadjában Dr. Arik Soong lombikgyermekei közül az egyiket, Udart, aki sokkal kevésbé volt ügyes a társainál, Smike-nak gúnyolták, és végül meg is ölte őt az egyik "testvére", Malik.

## Fordítás
- Ez a szócikk részben vagy egészben a Nicholas Nickleby című angol Wikipédia-szócikk ezen változatának fordításán alapul.  Az eredeti cikk szerkesztőit annak laptörténete sorolja fel. Ez a jelzés csupán a megfogalmazás eredetét és a szerzői jogokat jelzi, nem szolgál a cikkben szereplő információk forrásmegjelöléseként.